# Eresburgo
 L’Eresburgo è il più grande e famoso castello di rifugio antico sassone (Volksburg) ed era situato nell'area dell'attuale villaggio tedesco di Obermarsberg nel comune di Marsberg nella contea di Hochsauerlandkreis. Era un castello collinare costruito sull'altopiano di una bassa collina piatta, nota come Eresberg, a un'altezza di 130-150 metri sopra il Diemel, un affluente del Weser, nell'estremo sud del gau sassone di Engern al confine con il ducato di Franconia.

## Storia

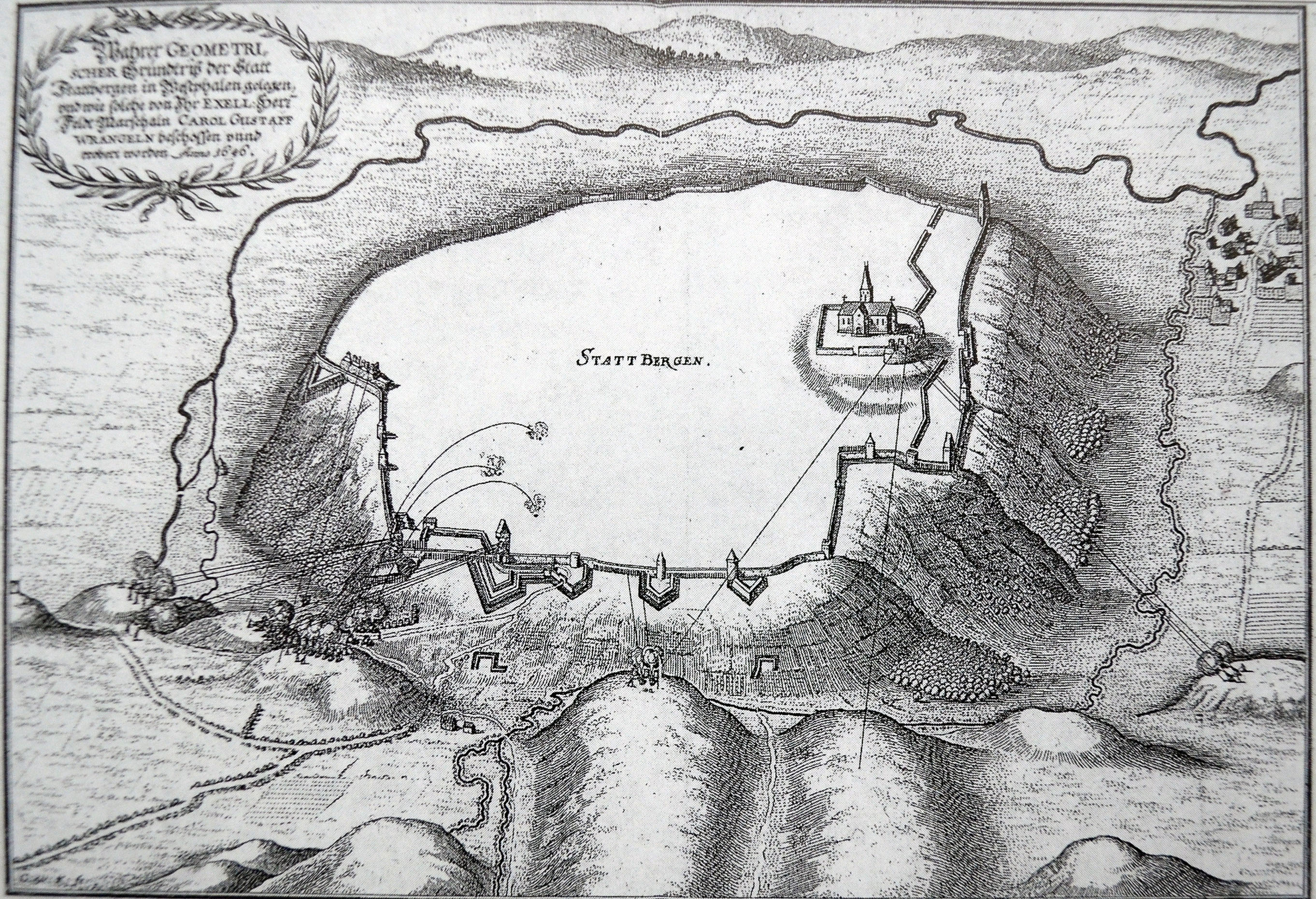
Schizzo del 1646 rappresentante il bombardamento della fortezza

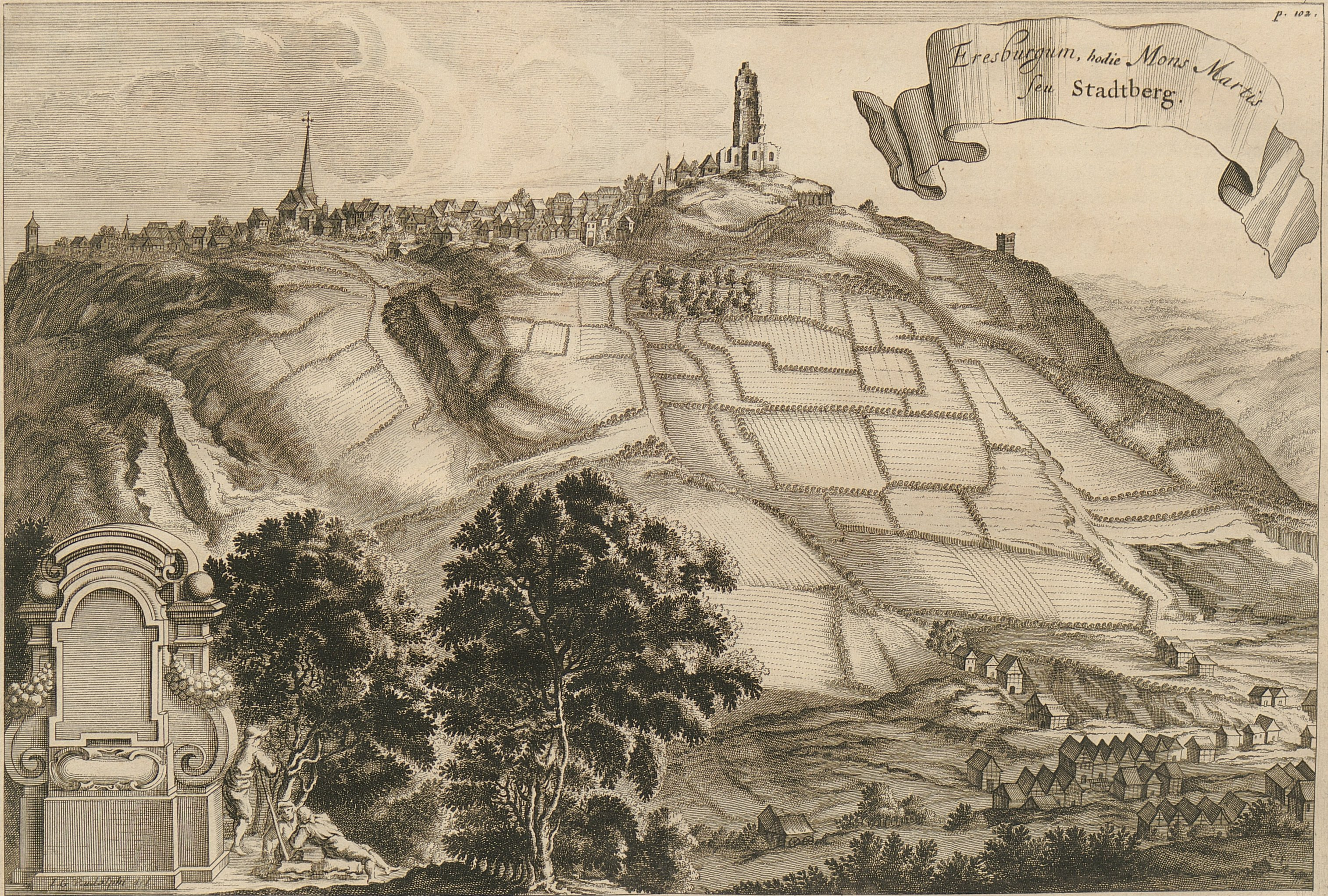
Eresburgo e Marsberg intorno al 1670

Ci sono prove che indicano che la collina fu abitata anche in epoca preistorica. Qui sono stati trovati anche pezzi di ceramica della cultura Michelsberg. Gli scavi nelle vicinanze dell'abbazia di Obermarrsberg odierna hanno rivelato tracce di fossati e bastioni. La datazione al carbonio-14 indica la loro origine all'età del ferro pre-romana. Inoltre i pali di legno erano realizzati con alberi che possono essere datati tra il 420 e il 370 a.C..
Precedenti ricerche avevano considerato l'Eresburg come un castello di confine della tribù dei Cherusci e una fortezza del principe Segeste, dove tenne prigioniera sua figlia Thusnelda. Tuttavia, non esistono fonti a supporto di tale teoria.
Grazie alla sua vantaggiosa posizione al confine, il castello fu ripetutamente attaccato e assediato duramente per essere conquistato nel 772 d.C. durante le guerre sassoni dal re franco Carlo Magno: questo fece distruggere il sito pagano ove vi era l'Irminsul, collocato nella fortezza o nelle vicinanze. Nel 779 Carlo Magno incaricò l'abate di Fulda, Sturmio, di cristianizzare quest'area e lo indirizzò verso questo luogo. Nel 784/785 Carlo Magno svernò a Eresburgo e fece costruire una chiesa, probabilmente sul sito dell'ex tempio sassone. Papa Leone III forse sostò a Eresburgo nel 799 sulla sua strada per raggiungere Paderborn. Nel 915 vi fu una sanguinosa faida a Eresburg tra il duca sassone Enrico l'Uccellatore e il futuro duca di Franconia Eberardo, inviato dal fratello e re dei Franchi Orientali, Corrado; lo scontro si risolse a favore dei sassoni, come riferito da Vitichindo di Corvey. Anche il vescovo di Paderborn, Teodorico, forse partecipò personalmente alla battaglia. Sempre nel 915 ad Eresburgo gli ungheresi invasori sconfissero un esercito tedesco. La fortezza venne assediata da Ottone I, dove si era rifugiato il fratellastro ribelle Tankmaro: egli venne ucciso nella chiesa di san Pietro da una lancia scagliata da un certo Maginzone.

## Eresburg come sito dell'Irminsul
Eresburgo potrebbe essere stato il sito dell'Irminsul, una sorta di pilastro o albero e uno dei principali siti religiosi pagani dei Sassoni. Le parole degli Annales Regni Francorum nel 772 suggerisce che l'Irminsul avrebbe potuto trovarsi a Eresburgo stesso o nelle immediate vicinanze. Gli Annales Petaviani afferma: "Egli conquistò Iresburg e trovò il posto che si chiama Ermensul, e diede fuoco a questi luoghi". Da un lato, quindi, Carlo Magno catturò Eresburgo e, dall'altro, "pervenit ad locum, qui dicitur Ermensul", trovò il sito che si chiamava Irminsul. La terza parte della frase è "et succendit ea loca", ha dato fuoco a "questi luoghi" (plurale), probabilmente sottintendendo che Carlo Magno passò da Eresburgo all'Irminsul.
Secondo altre fonti, Carlo Magno rimase vicino a Bullerborn, una sorgente intermittente vicino ad Altenbeken, prima di conquistare e distruggere il sito dell'Irminsul nei giorni seguenti.
Nella sua Cronaca, Tietmaro scrive, in occasione della ribellione e dell'uccisione di Tankmaro, che quest'ultimo, quando la fortezza venne presa, si rifugiò nella chiesa di san Pietro, luogo «dove prima veniva adorato l'Irminsul».
La domanda sulla localizzazione dell'Irminsul è tuttavia, probabilmente, fuorviante; perché potrebbero essercene stati diversi.